# Liste der Kaiser von Äthiopien

## Legendärer Herrscher
- Menelik I., erster Herrscher von Äthiopien (975–950 v. Chr.)

## Aksumitisches Reich (ca. 50–ca. 960)
- Siehe: Liste der Könige von Aksum

## KaiserderZagwe-Dynastie(ca. 916–ca. 1270)
Äthiopische Listen liefern zwischen fünf und sechzehn Namen für die Könige, die dieser Dynastie angehört haben sollen. Übereinstimmend wird König Mara Takla Haymanot als Gründer benannt. Wahrscheinlich wurden die betreffenden Aufzeichnungen unter der nachfolgenden Salomonischen Dynastie vernichtet bzw. verfälscht, um das Andenken an die Zagwe-Dynastie zu unterdrücken.
| Name                               | Herrschaftszeit |
| ---------------------------------- | --------------- |
| Mara Takla Haymanot                | 916–919         |
| Tatadim                            | 919–959         |
| Jan Seyum                          | 959–999         |
| Germa Seyum                        | 999–1039        |
| Yemrehana Krestos                  | 1039–1079       |
| Kedus Harbe                        | 1079–1119       |
| Gebra Maskal Lalibela (Lallebella) | 1119–1159       |
| Na’akueto La’ab                    | 1159–1207       |
| Yetbarak                           | 1207–1247       |
| Mairari                            | 1247–1262       |
| Harbai                             | 1262–1270       |

Alternativ werden z. B. folgende Herrschaftszeiten genannt:
| Name                  | Herrschaftszeit           |
| --------------------- | ------------------------- |
| Marari                | 1117–1133                 |
| Yemrehana Krestos     | 1133–1172                 |
| Gebra Maskal Lalibela | 1172–1212, oder 1185–1225 |
| Na’akueto La’ab       | 1212–1260                 |
| Yetbarak (Yitbarek)   | 1260–1268                 |

## KaiserderSalomonischen Dynastie(1270–1974)
| Name                                                                                 | Herrschaftszeit                                   |
| ------------------------------------------------------------------------------------ | ------------------------------------------------- |
| Tasfa Jesus                                                                          | 1270–1285                                         |
| Salomon I.                                                                           | 1285–1294                                         |
| Söhne von Yagbe’u Seyon: Senfa Ared IV. Hezba Asgad Qedma Asgad Jin Asgad Saba Asgad | 1294–1295 1295–1296 1296–1297 1297–1298 1298–1299 |
| Wedem Arad                                                                           | 1299–1314                                         |
| Amda Seyon                                                                           | 1314–1344                                         |
| Newaya Krestos                                                                       | 1344–1372                                         |
| Newaya Mariam                                                                        | 1372–1382                                         |
| David I.                                                                             | 1382–1411                                         |
| Theodor I. (Tewodros)                                                                | 1411–1414                                         |
| Isaak (Yeshaq)                                                                       | 1414–1429                                         |
| Andreas                                                                              | 1429–1430                                         |
| Takla Mariam                                                                         | 1430–1433                                         |
| Sarwe Jesus                                                                          | 1433                                              |
| Amda Jesus                                                                           | 1433–1434                                         |
| Zara Yaqob                                                                           | 1434–1468                                         |
| Ba’eda Mariam                                                                        | 1468–1478                                         |
| Eskandar                                                                             | 1478–1494                                         |
| Amda Seyon II., eigentlich Endreyas                                                  | 1494–1. November 1494                             |
| Na’od I.                                                                             | 1494–1508                                         |
| David II.                                                                            | 1508–1540                                         |
| Claudius                                                                             | 1540–1559                                         |
| Minas                                                                                | 1559–1563                                         |
| Sarsa Dengel                                                                         | 1563–1597                                         |
| Jakob                                                                                | 1597–1603                                         |
| Za Dengel                                                                            | 1603–1604                                         |
| Jakob (erneut)                                                                       | 1604–1607                                         |
| Sissinios                                                                            | 1607–1632                                         |
| Basilides (Fasildos)                                                                 | 1632–1667                                         |
| Johannes I.                                                                          | 1667–1682                                         |
| Iyasu I. (Jesus)                                                                     | 19. Juli 1682–13. Oktober 1706                    |
| Tekle Haymanot I.                                                                    | 13. Oktober 1706–30. Juni 1708                    |
| Na’od II.                                                                            | 30. Juni–1. Juli 1708                             |
| Theophilus (Tewoflos)                                                                | 1. Juli 1708–14. Oktober 1711                     |
| Yostos (Justus)                                                                      | 14. Oktober 1711–19. Februar 1716                 |
| David III.                                                                           | 19. Februar 1716–18. Mai 1721                     |
| Walda Giyorgis                                                                       | 18. Mai–21. Mai 1721                              |
| Asma Sagad                                                                           | 21. Mai 1721–19. September 1730                   |
| Iyasu II.                                                                            | 19. September 1730–26. Juni 1755                  |
| Joas I.                                                                              | 26. Juni 1755–7. Mai 1769                         |
| Johannes II.                                                                         | 7. Mai–18. Oktober 1769                           |
| Tekle Haymanot II.                                                                   | 18. Oktober 1769–13. April 1777                   |
| Salomon II.                                                                          | 13. April 1777–20. Juli 1779                      |
| Tekle Giyorgis I.                                                                    | 20. Juli 1779–8. Februar 1784                     |
| Iyasu III.                                                                           | 16. Februar 1784–24. April 1788                   |
| Tekle Giyorgis I. (erneut)                                                           | 24. April 1788–26. Juli 1789                      |
| Hezekiah (Hezqeyas)                                                                  | 26. Juli 1789–Januar 1794                         |
| Tekle Giyorgis I. (erneut)                                                           | Januar 1794–15. April 1795                        |
| Ba’eda Mariam II.                                                                    | 15. April–Dezember 1795                           |
| Tekle Giyorgis I. (erneut)                                                           | Dezember 1795–20. Mai 1796                        |
| Salomon III.                                                                         | 20. Mai 1796–15. Juli 1797                        |
| Jonas                                                                                | 18. August 1797–4. Januar 1798                    |
| Tekle Giyorgis I. (erneut)                                                           | 4. Januar 1798–20. Mai 1799                       |
| Salomon III. (erneut)                                                                | 20. Mai 1799–1799                                 |
| Demetrius (Demetros)                                                                 | 1799–24. März 1800                                |
| Tekle Giyorgis I. (erneut)                                                           | 24. März–Juni 1800                                |
| Demetrius (erneut)                                                                   | Juni 1800–Juni 1801                               |
| Egwale Seyon                                                                         | Juni 1801–3. Juni 1818                            |
| Joas II.                                                                             | 19. Juni 1818–3. Juni 1821                        |
| Gigar                                                                                | 3. Juni 1821–April 1826                           |
| Ba’eda Mariam III.                                                                   | April 1826                                        |
| Gigar (erneut)                                                                       | April 1826–18. Juni 1830                          |
| Iyasu IV.                                                                            | 18. Juni 1830–18. März 1832                       |
| Gebre Krestos                                                                        | 18. März–8. Juni 1832                             |
| Sahle Dengel                                                                         | Oktober 1832–29. August 1840                      |
| Johannes III.                                                                        | 30. August 1840–Oktober 1841                      |
| Sahle Dengel (erneut)                                                                | Oktober 1841–1845                                 |
| Johannes III. (erneut)                                                               | 1845                                              |
| Sahle Dengel (erneut)                                                                | 1845–1850                                         |
| Johannes III. (erneut)                                                               | 1850–1851                                         |
| Sahle Dengel (erneut)                                                                | 1851–11. Februar 1855                             |
| Theodor II. (Tewodros)                                                               | 11. Februar 1855–13. April 1868                   |
| Tekle Giyorgis II.                                                                   | 11. Juni 1868–11. Juli 1871                       |
| Yohannes IV.                                                                         | 12. Januar 1872–9. März 1889                      |
| Menelik II.                                                                          | 9. März 1889–12. Dezember 1913                    |
| Iyasu V.                                                                             | 12. Dezember 1913–27. September 1916              |
| Zauditu (Kaiserin)                                                                   | 27. September 1916–2. April 1930                  |
| Haile Selassie I.                                                                    | 2. November 1930–2. Mai 1936                      |
| Viktor Emanuel III., Kaiser von Abessinien                                           | 9. Mai 1936–5. Mai 1941                           |
| Haile Selassie I. (erneut), letzter Kaiser von Äthiopien                             | 5. Mai 1941–12. September 1974                    |
| Amha Selassie I. (Asfa Wossen)                                                       | 12. September 1974–21. März 1975                  |
| Zere Yacobe Selassie (Zara Jakob), Thronprätendent                                   |                                                   |